# Список министров здравоохранения Германии
Данный список представляет глав федерального министерства здравоохранения Германии и учреждений, выполнявших соответствующие функции. Охватывает исторический период с момента основания министерства (в 1949 году в ГДР, и в 1961 — в ФРГ) по настоящее время.

## Министры здравоохранения Федеративной Республики Германии, 1961—1990

Герб ФРГ

### Министры здравоохранения, 1961—1969
| Имя                 | Дата вступления в должность | Дата снятия с должности | Партия |
| ------------------- | --------------------------- | ----------------------- | ------ |
| Элизабет Шварцхаупт | 14 ноября 1961              | 30 ноября 1966          | ХДС    |
| Кете Штробель       | 1 декабря 1966              | 22 октября 1969         | СДПГ   |

### Министры по делам молодёжи, семьи и здоровья, 1969—1990
| Имя            | Дата вступления в должность | Дата снятия с должности | Партия |
| -------------- | --------------------------- | ----------------------- | ------ |
| Кете Штробель  | 22 октября 1969             | 15 декабря 1972         | СДПГ   |
| Катарина Фокке | 15 декабря 1972             | 16 декабря 1976         | СДПГ   |
| Антье Хубер    | 16 декабря 1976             | 28 апреля 1982          | СДПГ   |
| Анке Фукс      | 28 апреля 1982              | 1 октября 1982          | СДПГ   |
| Генрих Гайслер | 1 октября 1982              | 26 сентября 1985        | ХДС    |
| Рита Зюсмут    | 26 сентября 1985            | 9 декабря 1988          | ХДС    |
| Урсула Лер     | 9 декабря 1988              | 2 октября 1990          | ХДС    |

## Министры здравоохранения Германской Демократической Республики, 1949—1990

Герб ГДР

| Имя               | Дата вступления в должность | Дата снятия с должности | Партия    |
| ----------------- | --------------------------- | ----------------------- | --------- |
| Луитпольд Штейдле | 11 октября 1949             | 8 декабря 1958          | ХДС в ГДР |
| Макс Зефрин       | 8 декабря 1958              | 26 ноября 1971          | СЕПГ      |
| Людвиг Меклингер  | 29 ноября 1971              | 7 ноября 1989           | СЕПГ      |
| Клаус Тильман     | 18 ноября 1989              | 12 апреля 1990          | СЕПГ      |
| Юрген Кледич      | 12 апреля 1990              | 2 октября 1990          | ХДС в ГДР |

## Министры здравоохранения Федеративной Республики Германия, 1990 — настоящее время

Герб ФРГ

### Министры по делам молодёжи, семьи и здоровья, 1990—1991
| Имя        | Дата вступления в должность | Дата снятия с должности | Партия |
| ---------- | --------------------------- | ----------------------- | ------ |
| Урсула Лер | 3 октября 1990              | 18 января 1991          | ХДС    |

### Министры здравоохранения 1991 — настоящее время
| Имя                 | Дата вступления в должность | Дата снятия с должности | Партия  |
| ------------------- | --------------------------- | ----------------------- | ------- |
| Герда Хассельфельдт | 18 января 1991              | 6 мая 1992              | ХСС     |
| Хорст Зеехофер      | 6 мая 1992                  | 26 октября 1998         | ХСС     |
| Андреа Фишер        | 27 октября 1998             | 12 января 2001          | Зелёные |
| Улла Шмидт          | 12 января 2001              | 27 октября 2009         | СДПГ    |
| Филипп Рёслер       | 28 октября 2009             | 12 мая 2011             | СвДП    |
| Даниэль Бар         | 12 мая 2011                 | 17 декабря 2013         | СвДП    |
| Герман Грёэ         | 17 декабря 2013             | 14 марта 2018           | ХДС     |
| Йенс Шпан           | 14 марта 2018               | 8 декабря 2021          | ХДС     |
| Карл Лаутербах      | 8 декабря 2021              | в должности             | СДПГ    |